# 高学书
高学书（1921年—1987年），男，浙江宁海人，中国整形外科专家，曾任中国人民解放军第二军医大学教授、博士生导师。